# اچ‌ام‌اس هولاک (۱۹۱۵)
اچ‌ام‌اس هولاک (۱۹۱۵) (به انگلیسی: HMS Havelock (1915)) یک کشتی بود. این کشتی در سال ۱۹۱۵ ساخته شد.